# Vieux Royaume

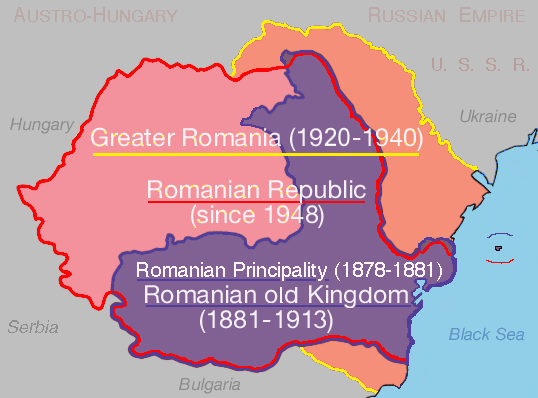
Évolution des frontières de la Roumanie depuis 1881 - le « Vieux Royaume » est en violet

Les armes de la famille royale roumaine de 1881 à 1921.

Le Vieux Royaume, (en roumain : Vechiul Regat) désigne le territoire du Royaume de Roumanie dans l'étendue qui fut la sienne de 1878 à 1913. Le Royaume de Roumanie (1881) succède à la principauté roumaine, encore vassale de l'Empire ottoman (1859-1878) reconnue indépendante (1878) à l'issue de la guerre russo-turque de 1877-1878. Cette principauté roumaine née de la renaissance culturelle roumaine, résulte de l'union des principautés danubiennes de Valachie et Moldavie sous les auspices du traité de Paris (1856).
Ce territoire de 120 732 km2 est modifié une première fois en 1913 à la suite de la Deuxième Guerre balkanique : il augmente des 7 412 km2 de la Dobroudja du Sud prise à la Bulgarie. Il est modifié une deuxième fois début 1918 par le traité de Bucarest qui oblige le Royaume à céder 10 683 km2 à ses vainqueurs, l'Autriche-Hongrie et la Bulgarie. Simultanément l'union du Royaume avec la République démocratique moldave le 27 mars 1918 augmente le Royaume de 44 422 km2. Ainsi en avril 1918, le Royaume compte 161 883 km2 (cas rare d'un pays vaincu qui sort néanmoins agrandi de sa défaite... à la suite de l'effondrement de son allié l'Empire russe). Fin 1918, avec la défaite des Empires centraux, le Royaume atteint 295 049 km2 : il est alors appelé « Grande Roumanie ». C'est au sein de cet État agrandi que le territoire d'avant 1913 commence à être désigné comme Vechiul Regat par opposition aux nouveaux territoires, tandis que ses habitants, citoyens roumains quarante ans avant les autres, sont les Regatseni : « ceux de l'ancien royaume ».
Bien qu'obsolète aujourd'hui, ce terme est encore en usage de nos jours en Transylvanie pour désigner les habitants de la Moldavie et de la Valachie.
Depuis 1948, la République de Roumanie compte 237 499 km2, soit presque le double du Vieux Royaume qui y est presque intégralement englobé, à part 387 km2 occupés par l'URSS à partir de 1940 ou de 1948 et appartenant aujourd'hui à l'Ukraine : arrondissement de Hertsa au nord du pays (1940), cinq îles du bras de Chilia aux bouches du Danube et île des Serpents en Mer Noire (1948). Les 116 767 km2 de plus de la Roumanie actuelle par rapport au Vieux Royaume, sont issus de la dislocation de l'empire austro-hongrois (officialisée aux traités de Saint-Germain-en-Laye et du Trianon).